# Laurin Curda
Laurin Curda (Ludwigsburg, 30 ottobre 2001) è un calciatore tedesco, difensore del Paderborn.

## Carriera

### Club
Cresciuto nel settore giovanile dell'Hoffenheim, nel 2019 ha debuttato con la squadra riserve in Regionalliga, la quarta divisione tedesca, per poi passare nel 2020 al Sandhausen dove ha giocato, sempre con la seconda squadra, in Oberliga (quinta divisione).
Nel 2021 ha firmato un contratto con il TSG Balingen dove ha disputato due campionati da titolare giocando 61 incontri e mettendo a segno 2 reti in quarta divisione. Il 22 maggio 2023 è stato acquistato dal Paderborn ed il 30 luglio ha fatto il suo esordio nell'incontro di 2. Bundesliga perso 5-0 contro il Greuther Fürth; è stato poi riconfermato in rosa anche per la stagione 2024-2025, sempre in seconda divisione.

### Nazionale
Ha giocato con la nazionale giovanile tedesca Under-17.

## Statistiche

### Presenze e reti nei club
Statistiche aggiornate al 17 aprile 2025.
| Stagione            | Squadra             | Campionato          | Campionato | Campionato | Coppe nazionali | Coppe nazionali | Coppe nazionali | Coppe continentali | Coppe continentali | Coppe continentali | Altre coppe | Altre coppe | Altre coppe | Totale | Totale | Totale |
| Stagione            | Squadra             | Comp                | Pres       | Reti       | Comp            | Pres            | Reti            | Comp               | Pres               | Reti               | Comp        | Pres        | Reti        | Pres   | Reti   |        |
| ------------------- | ------------------- | ------------------- | ---------- | ---------- | --------------- | --------------- | --------------- | ------------------ | ------------------ | ------------------ | ----------- | ----------- | ----------- | ------ | ------ | ------ |
| 2018-2019           | Hoffenheim II       | RL                  | 1          | 0          | -               | -               | -               | -                  | -                  | -                  | -           | -           | -           | 1      | 0      |        |
| 2020-2021           | Sandhausen II       | OL                  | 12         | 1          | -               | -               | -               | -                  | -                  | -                  | -           | -           | -           | 12     | 1      |        |
| 2021-2022           | TSG Balingen        | RL                  | 31         | 0          | CG              | 0               | 0               | -                  | -                  | -                  | -           | -           | -           | 31     | 0      |        |
| 2022-2023           | TSG Balingen        | RL                  | 30         | 2          | CG              | 0               | 0               | -                  | -                  | -                  | -           | -           | -           | 30     | 2      |        |
| Totale TSG Balingen | Totale TSG Balingen | Totale TSG Balingen | 61         | 2          |                 | 0               | 0               |                    | -                  | -                  |             | -           | -           | 61     | 2      |        |
| 2023-2024           | Paderborn II        | RL                  | 3          | 0          | -               | -               | -               | -                  | -                  | -                  | -           | -           | -           | 3      | 0      |        |
| 2023-2024           | Paderborn           | 2L                  | 20         | 0          | CG              | 2               | 0               | -                  | -                  | -                  | -           | -           | -           | 22     | 0      |        |
| 2024-2025           | Paderborn           | 2L                  | 17         | 1          | CG              | 2               | 0               | -                  | -                  | -                  | -           | -           | -           | 19     | 1      |        |
| Totale carriera     | Totale carriera     | Totale carriera     | 113        | 4          |                 | 4               | 0               |                    | -                  | -                  |             | -           | -           | 117    | 4      |        |